# Stazione di San Donà di Piave-Jesolo
Stazione di San Donà di Piave-Jesolo vasútállomás Olaszországban, Veneto régióban, San Dona di Piave településen.

## Vasútvonalak
Az állomást az alábbi vasútvonalak érintik:
- Velence–Trieszt-vasútvonal

## Kapcsolódó állomások
A vasútállomáshoz az alábbi állomások vannak a legközelebb: 
- Stazione di Fossalta di Piave
- Stazione di Ceggia